# Amzair Industrie
Amzair Industrie est une société française située à Brest (Finistère). C’est une entreprise innovante spécialisée dans la conception et la fabrication de pompes à chaleur (également appelées PAC) aérothermiques et géothermiques haut de gamme depuis 1998.
Amzair Industrie vient du mot amzer qui signifie « temps » en breton, aussi bien le temps qui passe que le temps qu’il fait.

## Historique
Amzair trouve son origine dans les sociétés ETT (Energie Transfert Thermique) et VIB (Ventilations Industrielles de Bretagne) fondées respectivement en 1979 et en 1988 par Georges Villier à Ploudalmézeau (Finistère). Ces sociétés étaient spécialisées dans la fabrication des PAC pour les bâtiments industriels et commerciaux.
À partir de 1998, l’entreprise Ventilations Industrielles de Bretagne (structures métalliques et tuyauterie) entame la commercialisation de PAC pour la maison individuelle. La marque Amzair est créée quelques années plus tard.
En 2012, la société Amzair est reprise par deux anciens cadres et devient Amzair Industrie. La société déménage dans de plus grands locaux, mieux adaptés aux processus de fabrication, à Plabennec (Finistère) à 5 min de l’aéroport.
En 2014, Amzair annonce une montée de capital afin de mieux accompagner sa croissance.

## Activité

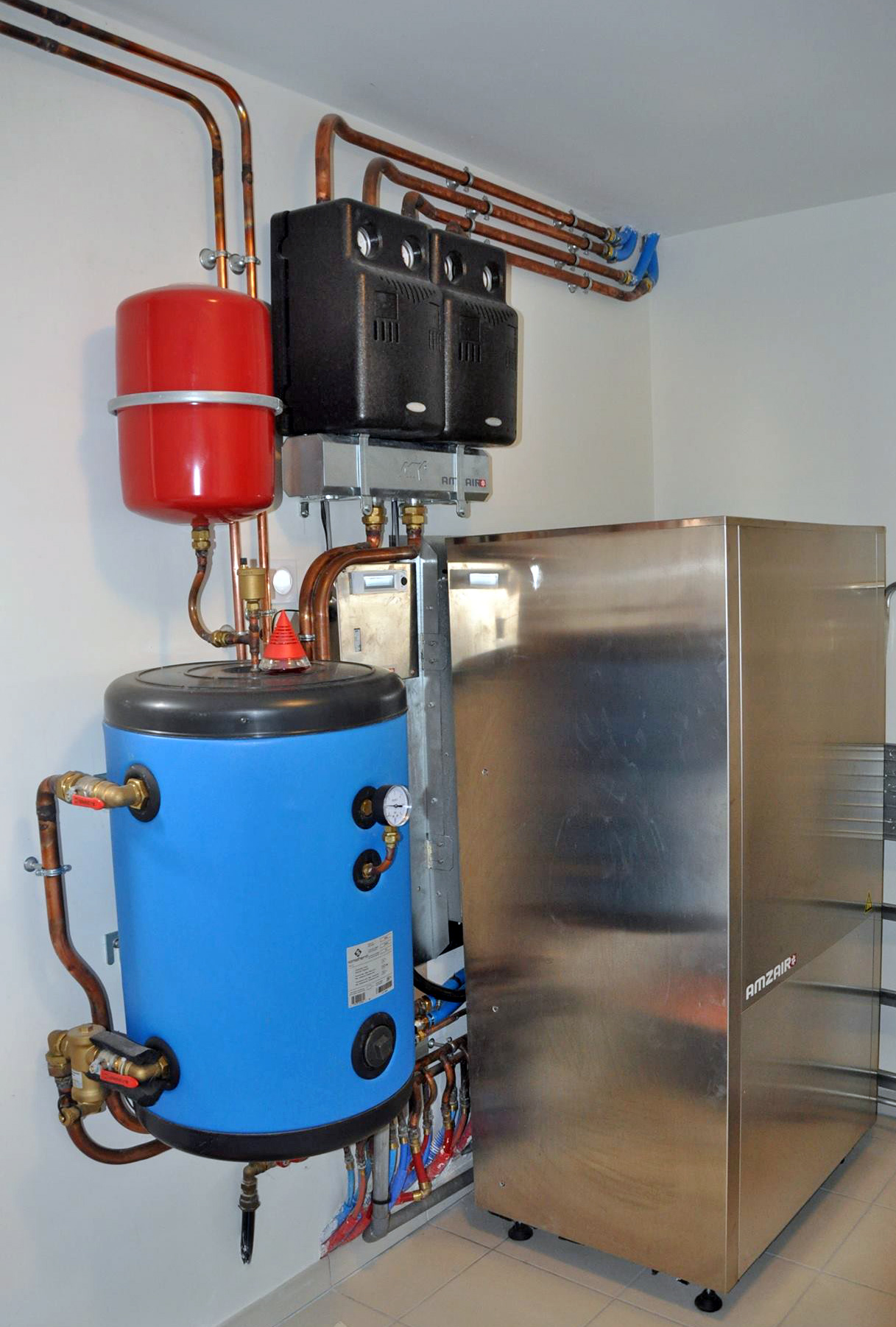
La pompe à chaleur BBC Silenz en intérieur.

Amzair Industrie est l'inventeur de la pompe à chaleur monobloc. Il s’agit d’une PAC entièrement placée à l’intérieur d’un logement pour le chauffage, la production d'eau chaude sanitaire et le rafraîchissement. Disposant de plusieurs brevets, cette PAC intérieure est réputée pour ses qualités acoustiques et son intégration au mur du logement. Les pompes à chaleur Amzair Industrie répondent à tous types de projet  neuf ou en rénovation pour le résidentiel (individuel et collectif) et le petit tertiaire. Les produits sont entièrement français, tous étant développés et fabriqués en France, dans l’usine bretonne. Il existe plus de 70 références certifiées NF-PAC (par Certita Eurovent) en chauffage et en eau chaude sanitaire.
Plusieurs gammes de pompes à chaleur sont fabriquées par Amzair Industrie :
- BBC SILENZ, pompe à chaleur Air/Eau intérieure ou extérieure. C’est le produit phare de l’entreprise qui représente 80 % de l’activité.
- RENOV HT, pompe à chaleur Air/Eau intérieure ou extérieure.
- OPTIM’DUO, pompe à chaleur Air/Eau intérieure qui intègre le chauffage et le ballon d’eau chaude sanitaire dans un même bloc[10]. Cette PAC est particulièrement adaptée aux logements neufs.
- BBC TEREO, pompe à chaleur géothermique.
- AIZEO, pompe à chaleur Air/Eau extérieure.